# Castell Quintin
El Castell Quintin és un castell al Comtat de Down, a Irlanda del Nord a 4 kilòmetres a l'est de Portaferry. És un dels castells irlandesos que fou menys ocupat pels anglonormands. El castell fou construït per John de Courcy el 1184 i fou ocupat per la família Savage i els Smiths. Al segle xvii, Sir James Montgomery, quan vivia a Greyabbey, va adquirir el Castell Quintin. El seu fill hi va construir unes torres i una casa adjacent a la torre central. També al segle xvii es van afegir més estructures al castell. Els Montgomerys van llogar el castell a George Ross, però com que no va estar habitat, esdevingué ruïnós. A principis del segle xix el castell fou heretat per Elizabeth Calvert, que el va restaurar el 1850. També li va modificar l'estructura. La família Burgess, el va llogar i hi va viure entre les dècades de 1930 i 1950. El 2006, el castell fou molt restaurat.